# Álvaro Torre Díaz

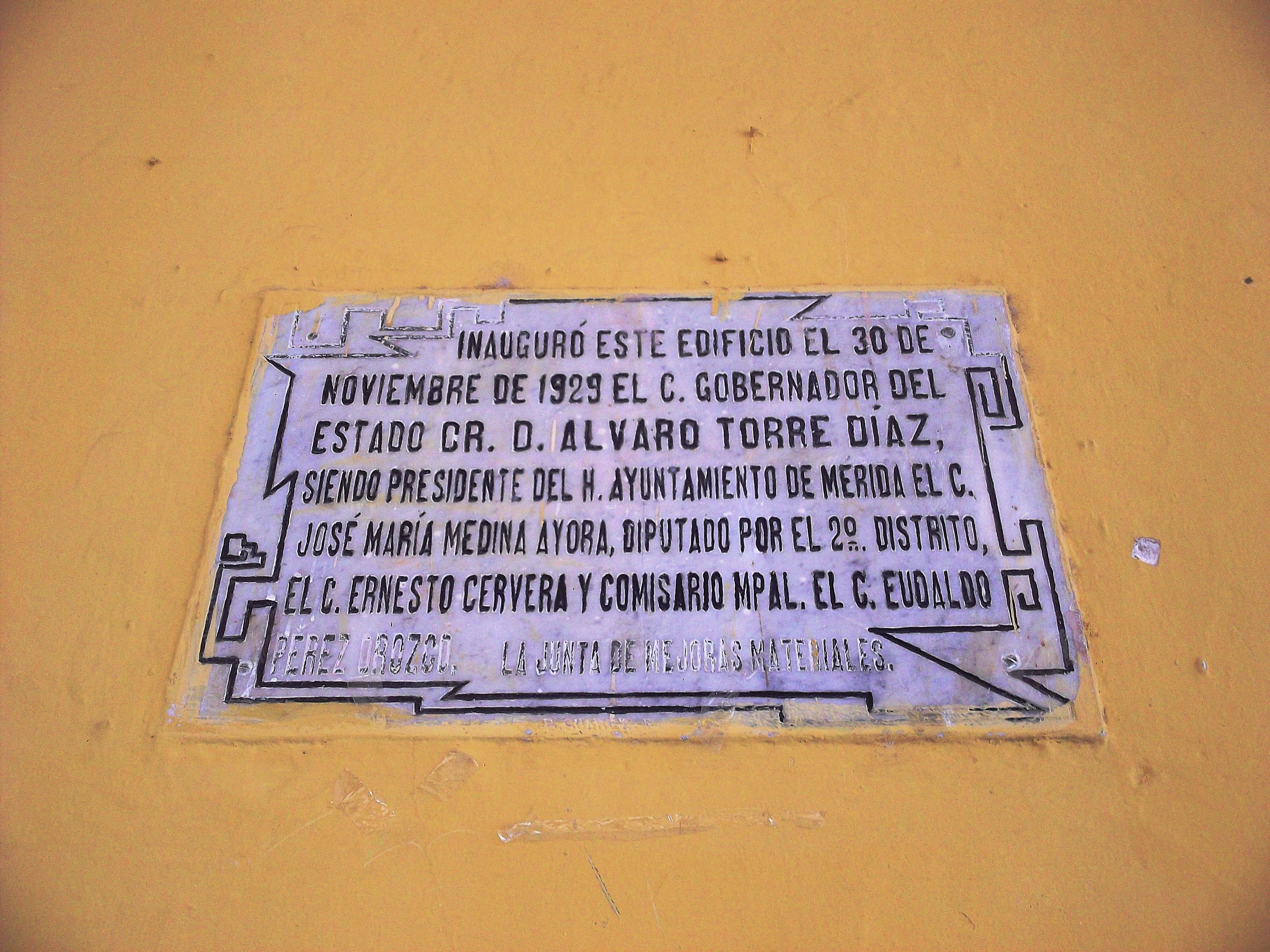
Placa grabada que conmemora la inauguración de la casa comisarial de Molas, Yucatán por parte del gobernador Álvaro Torre Díaz.

Álvaro Torre Díaz (Mérida; 5 de septiembre de 1883 - Mérida, 1 de febrero de 1944), fue un médico, periodista, diplomático y político mexicano, nacido y fallecido en Mérida, Yucatán. Fue dos veces gobernador de Yucatán, la primera como interino al suceder a Salvador Alvarado en 1917, en cuya administración fue Oficial Mayor y Secretario de Gobierno y más tarde, cuando fue elegido gobernador constitucional para el cuatrienio 1926 - 1930.

## Datos biográficos
Estudió su carrera como galeno en la Escuela de Medicina en Mérida, misma que concluyó en 1905. Ejerció su profesión durante un tiempo, pero al cabo de algunos años abrazó el oficio de periodista. Fue jefe de redacción del Diario Yucateco y después de La Voz de la Revolución en 1915. En 1916 fue invitado por el general constitucionalista, Salvador Alvarado, gobernador de Yucatán, a unirse a su gabinete, cosa que Torre Díaz hizo como Oficial Mayor de Gobierno. Después asumió el cargo de Secretario de Gobierno durante la propia gestión alvaradista.
Durante el año de 1917 fue gobernador en funciones cubriendo la ausencia de Salvador Alvarado. Más tarde, ya durante la gubernatura de Carlos Castro Morales, fue diputado al Congreso de Yucatán y volvió a ser nombrado Secretario de Gobierno. En 1920, siendo presidente de México Adolfo de la Huerta, fue nombrado cónsul en Nueva York y al año siguiente fungió como embajador de México en Brasil.
A su regreso a México, fue elegido gobernador constitucional de Yucatán en 1926. Durante su gestión se modernizó la carretera Mérida - Progreso, eje del desarrollo económico del estado. También fue construida la Casa del Pueblo y la prolongación del Paseo de Montejo.
Fue Impulsor del primer fraccionamiento obrero en Mérida, Yucatán ; El Fraccionamiento Reparto  Dolores Patrón, compuesto por seis manzanas que abarcan una extensión de 13 hectáreas surgió en 1928 por instancias del gobernador Álvaro Torre Díaz, quien lo promovió para dotar de casas a los obreros -dijo Zetina Espinosa-. La obra se financió por medio de una lotería de beneficencia y cada semana se rifaba la asignación de una vivienda.
Originalmente el Reparto Dolores Patrón constaba de 99 casas -gran parte de ellas tenía veleta-, mercado y la escuela "David Vivas Romero", y se construyó en dos etapas, con ligeras diferencias en el estilo arquitectónico entre ambas, agregó.
En la mayoría de las fachadas de las casas predomina el estilo Art-Deco popular, y en las demás lucen arquitectura nacionalista, neocolonial y contemporáneo. Once carecen de algún estilo.
El mercado del lugar, que durante mucho tiempo estuvo abandonado, sirve ahora como centro social para personas de la tercera edad.
Al concluir su mandato se retiró a la vida privada.